# Annemiek van Vleuten
Annemiek Adriana van Vleuten (Vleuten, 8 de outubro de 1982) é uma desportista aposentada neerlandesa que competiu no ciclismo nas modalidades de estrada e pista.
Entre seus maiores sucessos profissionais está a vitória na classificação geral de La Route de France de 2010 e do Giro d'Italia Feminino de 2018, e vencer no Volta à Flandres de 2011. Ademais, tem obtido cinco medalhas no Campeonato Mundial de Ciclismo em Estrada entre os anos 2013 e 2019.
Em pista obteve uma medalha de prata no Campeonato Mundial de Ciclismo em Pista de 2018, na prova de perseguição individual.
Retirou-se da competição profissional no final da época de 2023.

## Trajectória

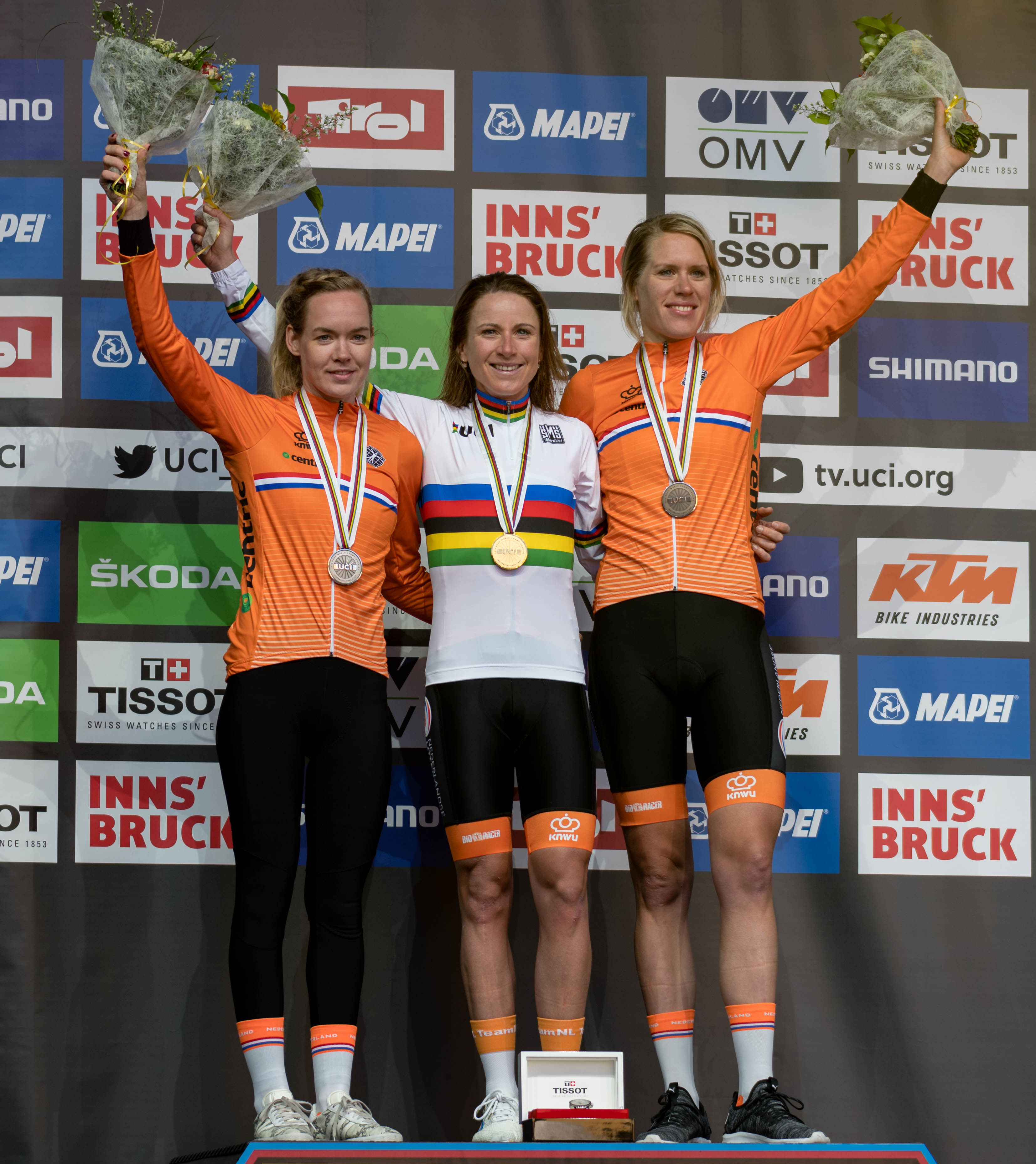
Annemiek van Vleuten (ao centro) campeã mundial de contra-relógio em 2018 em Innsbruck, ladeada por Anna van der Breggen (esquerda) e Ellen van Dijk (direita).

Estreou-se como profissional no final de 2007. Desde 2010 começou a obter vitórias (destacando como clasicómana), conseguindo quase todas suas vitórias ou postos destacados em etapas ou carreiras de um dia. Em 2011 liderou a Copa do Mundo. Participou nos Jogos Olímpicos de Verão de 2012, na prova em estrada, onde acabou 14.ª.
Em 2014 foi uma das revelações do Giro d'Italia Feminino, onde ganhou duas etapas, obtendo a oitava posição na classificação geral. Em 2015 mudou de equipa, para ser uma das líderes do Bigla; ainda que em 2016 mudou novamente de equipa para liderar o Orica-AIS.
Conquistou o ouro no contrarrelógio do ciclismo de estrada nos Jogos Olímpicos de 2020.

## Medalheiro internacional

### Ciclismo em estrada
| Campeonato Mundial | Campeonato Mundial       | Campeonato Mundial | Campeonato Mundial         |
| Ano                | Lugar                    | Medalha            | Competição                 |
| ------------------ | ------------------------ | ------------------ | -------------------------- |
| 2013               | Florença ( Itália)       | Medalha de prata   | Contrarrelógio por equipas |
| 2017               | Bergen ( Noruega)        | Medalha de ouro    | Contrarrelógio             |
| 2018               | Innsbruck ( Áustria)     | Medalha de ouro    | Contrarrelógio             |
| 2019               | Yorkshire ( Reino Unido) | Medalha de ouro    | Estrada                    |
| 2019               | Yorkshire ( Reino Unido) | Medalha de bronze  | Contrarrelógio             |
| Jogos Europeus     |                          |                    |                            |
| Ano                | Lugar                    | Medalha            | Competição                 |
| 2015               | Baku ( Azerbaijão)       | Medalha de bronze  | Contrarrelógio             |

### Ciclismo em pista
| Campeonato Mundial | Campeonato Mundial         | Campeonato Mundial | Campeonato Mundial     |
| Ano                | Lugar                      | Medalha            | Competição             |
| ------------------ | -------------------------- | ------------------ | ---------------------- |
| 2018               | Apeldoorn ( Países Baixos) | Medalha de prata   | Perseguição individual |

## Palmarés
| - 2010 - Novilon Eurocup Ronde van Drenthe - 1 etapa da Grace-Orlová - 1 etapa da Iurreta-Emakumeen Bira - La Route de France - 2011 - Volta à Flandres - Open de Suède Vargarda - Grande Prêmio de Plouay - Copa do Mundo - 2012 - Grande Prêmio Stad Roeselare - 2 etapas do Festival Elsy Jacobs - Parkhotel Valkenburg Hills Classic - 7-Dorpenomloop Aalburg - 1 etapa da Emakumeen Euskal Bira - 2.ª no Campeonato dos Países Baixos Contrarrelógio - Campeonato dos Países Baixos em Estrada - 1 etapa do Premondiale Giro Toscana Int. Femminile-Memorial Michela Fanini - 2013 - 1 etapa do Festival Elsy Jacobs - 3.ª no Campeonato dos Países Baixos Contrarrelógio - 3.ª no Campeonato dos Países Baixos em Estrada - 1 etapa do Tour de Thüringe Feminino - 1 etapa do Trophée d'Or Féminin - 2014 - Campeonato dos Países Baixos Contrarrelógio - 2 etapas do Giro d'Italia Feminino - Lotto-Belisol Belgium Tour, mais 2 etapas - 2015 - 1 etapa da Emakumeen Euskal Bira - 3.ª nos Jogos Europeus Contrarrelógio - 3.ª no Campeonato dos Países Baixos em Estrada - 1 etapa do Giro d'Italia Feminino - 1 etapa do Giro da Toscana-Memorial Michela Fanini - 2016 - 1 etapa do Festival Luxemburguês de Ciclismo Feminino Elsy Jacobs - 1 etapa do Auensteiner Radsporttage - Campeonato dos Países Baixos Contrarrelógio - Lotto Belgium Tour, mais 2 etapas | - 2017 - Cadel Evans Great Ocean Road Race Women - Durango-Durango Emakumeen Saria - 1 etapa da Emakumeen Euskal Bira - Campeonato dos Países Baixos Contrarrelógio - 2 etapas do Giro d'Italia Feminino, mais as classificações por pontos e da montanha - La Course by Le Tour de France - Boels Rental Ladies Tour, mais 2 etapas - Campeonato Mundial Contrarrelógio - UCI World Ranking - 2018 - 1 etapa do Herald Sun Tour - 1 etapa da Emakumeen Euskal Bira - Giro d'Italia Feminino , mais 3 etapas e classificação por pontos - La Course by Le Tour de France - Veenendaal Veenendaal Classic - Boels Ladies Tour, mais 3 etapas - Campeonato Mundial Contrarrelógio - UCI WorldTour Feminino - UCI World Ranking - 2019 - Strade Bianche - Liège-Bastogne-Liège - Campeonato dos Países Baixos Contrarrelógio - Giro d'Italia Feminino , mais 2 etapas, classificação por pontos e classificação da montanha - 1 etapa do Boels Ladies Tour - 3.ª no Campeonato Mundial Contrarrelógio - Campeonato Mundial em Estrada - 2020 - Omloop Het Nieuwsblad |

## Resultados em Grandes Voltas e Campeonatos do Mundo
Durante a sua carreira desportiva tem conseguido os seguintes postos nas Grandes Voltas femininas e nos Campeonatos do Mundo em estrada:
| Carreira               | 2008 | 2009 | 2010 | 2011 | 2012 | 2013 | 2014 | 2015 | 2016 | 2017 | 2018 | 2019 |
| ---------------------- | ---- | ---- | ---- | ---- | ---- | ---- | ---- | ---- | ---- | ---- | ---- | ---- |
| Giro d'Italia          | -    | -    | -    | 75.ª | Ab.  | Ab.  | 8.ª  | 35.ª | -    | 3.ª  | 1.ª  | 1.ª  |
| Tour de l'Aude         | -    | -    | -    | X    | X    | X    | X    | X    | X    | X    | X    | X    |
| Grande Boucle          | -    | -    | X    | X    | X    | X    | X    | X    | X    | X    | X    | X    |
| Mundial em Estrada     | -    | -    | 25.ª | 24.ª | 11.ª | 15.ª | -    | -    | 53.ª | 4.ª  | 7.ª  | 1.ª  |
| Mundial Contrarrelógio | -    | -    | -    | -    | -    | -    | -    | -    | 5.ª  | 1.ª  | 1.ª  | 3.ª  |

-: não participa

Ab: abandono

X: edições não celebradas

## Equipas
- Therme Skin Care (2007)[9]
- Vrienden van het Platteland (2008)
- DSB Bank/Nederland Bloeit/Rabobank/Rabo (2009-2012)
  - DSB Bank-Nederland Bloeit (2009)
  - Nederland Bloeit (2010-2011)
  - Rabobank Women Cycling Team (2012)
  - Rabo Women Cycling Team (2013)
  - Rabo Liv Women Cycling Team (2014)
- Bigla Pro Cycling Team (2015)
- Orica/Mitchelton (2016-)
  - Orica-AIS (2016)
  - Orica-Scott (2017)
  - Mitchelton-Scott (2018-)